# 埃尔珀-梅勒
埃尔珀-梅勒（荷蘭語：Erpe-Mere，荷蘭語發音：[ˌɛrpəˈmeːrə]）是比利时弗拉芒大區东佛兰德省阿爾斯特區的一个市镇，位于登德尔地区，通行荷蘭語，是弗拉芒社群的一部分，面积34.03平方千米，人口19,857人（2018年1月1日）。